# Gabriel Sara
Gabriel Davi Gomes Sara (Joinville, 26 de junho de 1999) é um futebolista brasileiro que atua como meio-campista. Atualmente joga no Galatasaray.

## Carreira

### São Paulo
Gabriel chegou ao São Paulo em 2013 e passou por todas as categorias de base do clube paulista. O jogador participou de diversos títulos da base, sendo destaque da equipe nessas ocasiões. Seu bom futebol fez com que o atleta fosse cogitado por times europeus pouco depois de estrear profissionalmente.
O jogador foi relacionado pela primeira vez em uma partida contra o Coritiba, mas só estreou pelo São Paulo no dia 3 de dezembro de 2017, no empate em 1–1 contra o Bahia, pela última rodada do Campeonato Brasileiro.

#### 2019
Em 2019, o jogador esteve em campo nos primeiros jogos da campanha vitoriosa do São Paulo na Copinha. Contudo, o camisa 10 não pôde participar de todos os jogos, pois havia se lesionado no começo da competição.
Foi nesse mesmo ano que o jogador voltou a ser reintegrado ao clube paulista. Contudo, participara apenas de 6 jogos e deu um passe para Jonas Toró abrir o placar contra o CSA na última rodada do Brasileirão.

#### 2020
Em sua segunda temporada, Sara conquistou mais espaço no time. Ele perdeu o início da temporada por conta de ume lesão sofrida em um dos treinos do time no começo do ano, mas, assim que se recuperou, esteve presente constantemente no elenco em todas as competições seguintes. 
Seu primeiro e segundo gol pelo clube aconteceram no mesmo dia. Contra o Santos, na 10ª rodada do Brasileirão, Gabriel marcou todos os gols do seu time em um empate por 2 a 2 em 12 de setembro. O doblete veio para afastar as críticas ao futebol desempenhado pelo jogador nas últimas partidas.
Ao final de sua temporada, ele conseguiu aplicar 6 gols em 44 partidas, sendo titular durante boa parte do ano no elenco comandado por Fernando Diniz.

#### 2021
Em 2021, o jogador conseguiria seu primeiro título como profissional. Disputando o Campeonato Paulista, o jogador esteve ativamente presente na fase final da competição que culminaria no título de sua equipe diante o Palmeiras na final.
No decorrer do ano, o atleta viveu sua melhor temporada. Em 47 partidas, Gabriel marcou 10 gols e deu 3 assistências e tornou-se uma das principais figuras ofensivas da equipe, já que foi o atleta que mais vezes finalizou no ano pelo clube.

#### 2022
Em seus últimos momentos na equipe, Sara recebia muitas sondagens de equipes europeias pelo seu futebol. O atleta deixou a equipe em julho de 2022, mas ainda conseguiu balançar as redes pela última vez contra a Ponte Preta pelo Paulistão.
O meio-campista deixou o São Paulo em 2022, tendo disputado 114 partidas e marcado 17 gols em sua passagem pelo clube.

### Norwich City

#### 2022–23
Em 15 de julho de 2022, o Norwich City, clube da EFL Champioship, concordou com o São Paulo para ter Gabriel Sara com uma taxa de transferência de 6 milhões de euros mais complementos, com o jogador se comprometendo com um contrato até 2026.
Gabriel Sara fez sua estreia pelo Norwich em 6 de agosto de 2022, entrando como substituto do lesionado Max Aarons no empate em 1–1 com o Wigan Athletic. Gabriel Sara marcou seu primeiro gol pelo Norwich na derrota por 3–2 para o Preston North End , e marcou novamente três semanas depois na vitória por 3–1 contra o Stoke City em Carrow Road.
Ao final de sua primeira temporada em solo europeu, Gabriel destacou-se no time e conquistou o prêmio de Melhor Jogador do Ano do Norwich após fazer 7 gols e dar 4 assistências em 42 partidas.

#### 2023–24
Um gol e duas assistências no primeiro mês da temporada 2023–24 fez Gabriel Sara ser eleito ao prêmio de Jogador do Mês da EFL Champioship em agosto.
Nessa época, Sara destacou-se em demasiado e conseguiu concluir a época com 13 gols e 12 assistências. Seu time ficou na 6ª colocação da Liga, e tentou alcançar o acesso à Premier League de 2024–25 pelos play-offs. No entanto, na semifinal, a equipe enfrentou o Leeds United e perdeu a partida de volta por 4 a 0, após terem empatado a primeira em 0 a 0, e tiveram de passar mais um ano na segunda divisão.
Ainda que não tenha conseguido o acesso, o jogador, ao fim da competição, foi eleito para o Time da Temporada, sendo o único jogador fora da Europa a conseguir esse feito naquela época.

### Galatasaray

#### 2024–25
Em 02 de agosto de 2024, o Galatasaray acertou a contratação do meia Gabriel Sara, de 25 anos, ex-São Paulo. O clube turco vai pagar cerca de 23 milhões de euros (R$ 141,2 milhões), e mais 3 milhões de euros em bônus por objetivos alcançados, ao Norwich City. Gabriel vai assinar contrato com o Galatasaray até 2029.

## Títulos

#### São Paulo[1]
- Campeonato Paulista Sub-15: 2014
- Taça BH: 2016
- Campeonato Paulista Sub-17: 2016
- Copa Ouro da APF Sub-20: 2017
- Future Cup Sub-20: 2017
- Aspire Tri-Series Sub-20: 2017
- Copinha: 2019
- Campeonato Paulista: 2021

Galatasaray
- Süper Lig: 2024–25
- Copa da Turquia: 2024–25

#### Prêmios individuais
- Jogador do ano do Norwich City: 2023
- Jogador do mês de agosto da EFL Championship: 2023–24
- Time da Temporada da EFL Championship: 2023–24[16]